# Баиркьой (вилает Чанаккале)
Вижте пояснителната страница за други значения на Баиркьой.
Баиркьой (на турски: Bayırköy; на гръцки: Βαϊριο, Вайрио) е село в Източна Тракия, Турция, Вилает Чанаккале.

## География
Селото се намира на Галиполския полуостров, на 8 километра северно от Галиполи.

## История
В 19 век Баиркьой е гръцко село в Галиполски санджак на Одринския вилает на Османската империя. В селото има голяма църква, посветена на „Свети Николай“. През май 1915 година по време на Първата световна война жителите на селото са насилствено изселени във вътрешността на Мала Азия в различни градове – Магнезия, Балъкесир, Киркагач, Аксарио и други. През ноември с края на войната те се връщат в разрушеното Баиркьой, което е окупирано от гръцки части. През септември 1922 година след краха на Гърция в Гръцко-турската война жителите на Баиркьой се изселват в Гърция по силата на Лозанския договор. От 400 семейства бежанци 350 се заселват в ениджевардарското село Недирчево. Част от баиркьойци се заселват в съседното село Къшлар.